# Washington, Tyne and Wear
Washington este un oraș în comitatul Tyne and Wear, regiunea North East, Anglia. Orașul se află în districtul metropolitan Sunderland. Orașul actual este un oraș nou dezvoltat începând din anii 1960 prin extinderea și unirea unor localități existente. Familia lui George Washington, primul Președinte al Statelor Unite ale Americii este originară din regiune.

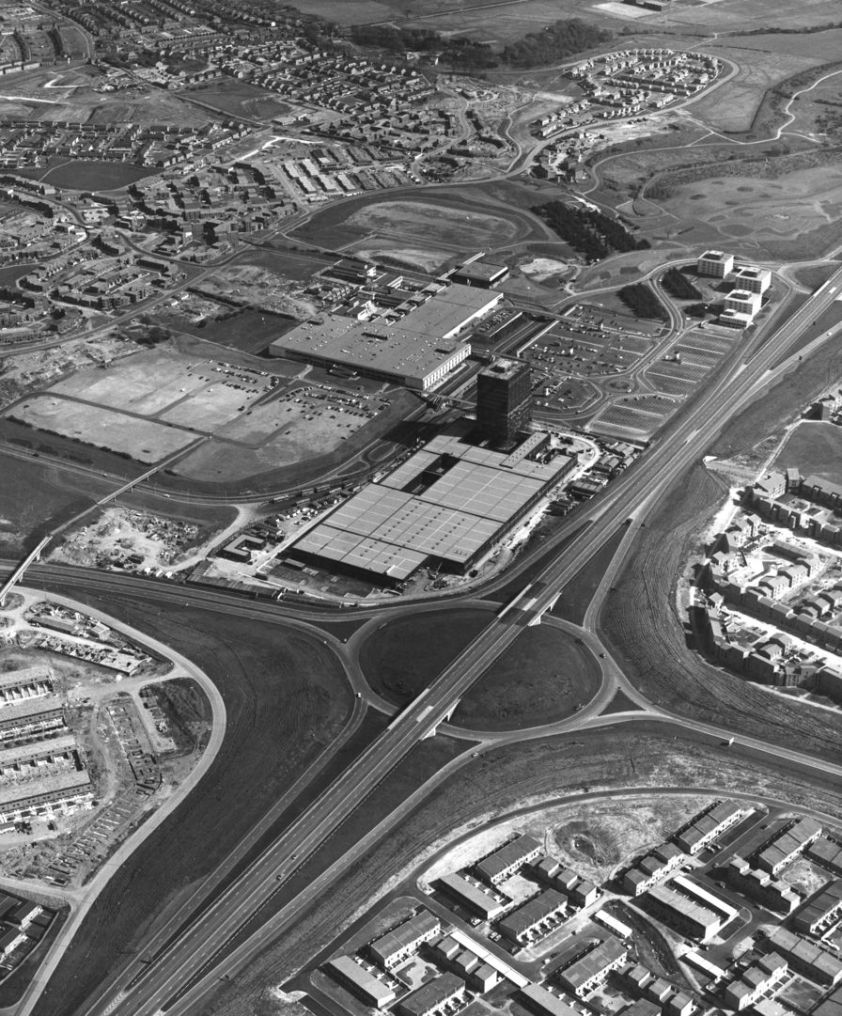
Washington în anul 1973, cu șoseaua A182 și centrul comercial "Galeriile Durham" vizibile